# Населення Запоріжжя
Запоріжжя — шосте за чисельністю населення місто України. Станом на 1 серпня 2014 року населення Запоріжжя налічувало 762 432 особи.

## Райони міста

1. Олександрівський 2. Заводський 3. Комунарський 4. Дніпровський 5. Вознесенівський 6. Хортицький 7. Шевченківський

Місто розділене на 7 адміністративних районів. У таблиці вказано населення районів станом на 1 серпня 2014 року:
| № | Назва            | Чисельність, осіб | Відсоткове співвідношення |
| - | ---------------- | ----------------- | ------------------------- |
| 1 | Олександрівський | 68 888            | 9,1 %                     |
| 2 | Заво́дський       | 51 495            | 6,7 %                     |
| 3 | Комуна́рський     | 134 400           | 17,6 %                    |
| 4 | Дніпровський     | 137 170           | 18,0 %                    |
| 5 | Вознесенівський  | 101 709           | 13,4 %                    |
| 6 | Хо́ртицький       | 116 489           | 15,3 %                    |
| 7 | Шевче́нківський   | 152 281           | 20,0 %                    |

Динаміка чисельності населення районів Запоріжжя у 1959—2008 рр.
| район            | 1959    | 1970    | 1979    | 1989    | 2001    | 2008    |
| ---------------- | ------- | ------- | ------- | ------- | ------- | ------- |
| Олександрівський | 196 682 | 164 396 | 84 600  | 88 513  | 76 251  | 72 696  |
| Заводський       | -       | 74 796  | 75 125  | 72 757  | 60 945  | 55 352  |
| Комунарський     | -       | -       | 115 169 | 138 559 | 140 395 | 137 565 |
| Дніпровський     | 81 339  | 114 867 | 199 200 | 270 432 | 151 857 | 143 589 |
| Вознесенівський  | 156 617 | 170 418 | 152 514 | 135 221 | 106 288 | 104 000 |
| Хортицький       | -       | -       | -       | -       | 122 443 | 119 045 |
| Шевченківський   | -       | 133 413 | 154 137 | 178 427 | 157 077 | 152 881 |
| Запоріжжя        | 434 638 | 657 890 | 780 745 | 883 909 | 815 256 | 785 128 |

## Національний склад
Національний склад населення Запоріжжя за переписом 2001 року мав такий вигляд:
| національність | чисельність, тис. | частка |
| -------------- | ----------------- | ------ |
| українці       | 573,0             | 70,3 % |
| росіяни        | 207,0             | 25,4 % |
| білоруси       | 5,5               | 0,7 %  |
| болгари        | 3,6               | 0,4 %  |
| євреї          | 3,4               | 0,4 %  |
| грузини        | 3,1               | 0,4 %  |
| вірмени        | 3,1               | 0,4 %  |
| татари         | 2,2               | 0,3 %  |
| азербайджанці  | 1,2               | 0,2 %  |
| цигани         | 0,9               | 0,1 %  |
| поляки         | 0,8               | 0,1 %  |
| німці          | 0,8               | 0,1 %  |
| молдовани      | 0,7               | 0,1 %  |
| греки          | 0,6               | 0,1 %  |

Динаміка національного складу Запоріжжя за даними переписів населення:
|          | 1926   | 1939   | 1959   | 1989   | 2001   |
| українці | 47,5 % | 64,6 % | 60,5 % | 61,3 % | 70,3 % |
| росіяни  | 26,1 % | 22,7 % | 32,9 % | 34,2 % | 25,4 % |
| білоруси | 0,7 %  | 0,6 %  | 1,0 %  | 1,4 %  | 0,7 %  |
| болгари  | 0,1 %  | 0,1 %  | 0,5 %  |        | 0,4 %  |
| євреї    | 20,4 % | 7,8 %  | 3,6 %  |        | 0,4 %  |
| німці    | 3,0 %  | 2,4 %  |        |        | 0,1 %  |

Згідно з опитуваннями, проведеними Соціологічною групою «Рейтинг» у 2017 році, українці становили 82 % населення міста, росіяни — 14 %, інші народності — 2 %.

## Мовний склад
Динаміка рідної мови населення Запоріжжя за переписами:
| мова       | 1897 | 1926 | 1989 | 2001 |
| ---------- | ---- | ---- | ---- | ---- |
| українська | 43,0 | 33,8 | 41,3 | 41,6 |
| російська  | 24,8 | 52,2 | 57,0 | 56,8 |
| єврейська  | 27,8 | 9,7  | 0,1  |      |

Рідні мови населення районів Запоріжжя за переписом 2001 року
|                          | російська | українська | вірменська | білоруська | циганська | болгарська |
| Жовтневий район          | 62,1      | 36,3       | 0,29       | 0,10       | 0,03      | 0,05       |
| Орджонікідзевський район | 60,3      | 37,5       | 0,25       | 0,05       |           | 0,08       |
| Комунарський район       | 57,1      | 40,6       | 0,32       | 0,08       | 0,03      | 0,05       |
| Хортицький район         | 56,5      | 42,9       | 0,07       | 0,08       | 0,01      | 0,07       |
| Шевченківський район     | 55,9      | 43,0       | 0,14       | 0,11       | 0,30      | 0,05       |
| Заводський район         | 54,6      | 43,3       | 0,16       | 0,10       | 0,13      | 0,09       |
| Ленінський район         | 53,7      | 45,0       | 0,22       | 0,13       | 0,06      | 0,05       |
| Запоріжжя                | 56,8      | 41,6       | 0,21       | 0,10       | 0,09      | 0,06       |

Українська мова є єдиною офіційною мовою міста.
Згідно з опитуванням, проведеним Соціологічною групою «Рейтинг» у 2017 році, українською вдома розмовляли 3 % населення міста, російською — 52 %, українською та російською в рівній мірі — 43 %, українською та іншою мовою в рівній мірі — 1 %, російською та іншою мовою в рівній мірі — 1 %.
Російське вторгнення в Україну спровокувало в Запоріжжі нову хвилю українізації: дедалі більше містян обирають для спілкування українську мову.
Згідно з опитуванням, проведеним Міжнародним республіканським інститутом у квітні-травні 2023 року, українською вдома розмовляли 23 % населення міста, російською — 67 %.
29 вересня 2023 року рішенням Запорізької міської ради у Запоріжжі було запроваджено мораторій на публічне використання російськомовного культурного продукту.
Згідно з опитуванням, проведеним Міжнародним республіканським інститутом у квітні-травні 2024 року, українською вдома розмовляли 57 % населення міста, російською — 84 % (на відміну від опитування 2023 року було дозволено вибір кількох варіантів).
7 червня 2024 року рішенням Запорізької міської ради у Запоріжжя затверджена «Програма забезпечення всебічного розвитку та функціонування української мови як державної в усіх сферах суспільного життя м. Запоріжжя на 2024—2030 роки». Паралельно в місті демонтують російськомовні інформаційні стенди, дошки, вивіски та зовнішню рекламу.